# Alesha Deesing
Alesha Deesing (Reno, 10 settembre 1985) è un'ex pallavolista statunitense, nel ruolo di centrale.

## Carriera

### Club
La carriera di Alesha Deesing inizia con la Santiam Christian HS e contemporaneamente gioca anche col Webfoot Juniors. Continua poi a giocare a livello universitario, entrando a far parte della squadra della Washington, con la quale partecipa alla NCAA Division I dal 2004 al 2007: nelle prime stagioni raggiunge sempre la Final Four, perdendo due volte in semifinale, e si aggiudica il titolo nel 2005.
Inizia la carriera professionistica nella stagione 2008-09, giocando nella 1. Bundesliga tedesca col Suhl, mentre nella stagione successiva va a giocare nella Superliga spagnola per l'A Pinguela, terminando tuttavia il campionato col Ciutadella, col quale raggiunge la finale scudetto.
Nell'annata 2010-11 viene ingaggiata nella Ligue A francese dall'Istres, ma già nell'annata successiva, pur restando nel medesimo campionato, cambia nuovamente club, passando al Béziers, dove trascorre un triennio, al termine del quale, nella stagione 2014-15 approda nella Serie A1 italiana per indossare la casacca del Bergamo, ritirandosi al termine dell'annata.

## Palmarès

### Club
- NCAA Division I: 1

2005

### Premi individuali
- 2006 - All-America Second Team